# Біллі Пол
Біллі Пол (англ. Billy Paul, справжнє ім'я: Пол Вільямс, Paul Williams; 1 грудня 1934, Філадельфія, Пенсільванія — 24 квітня 2016, Блеквуд, Нью-Джерсі) — американський соул-співак, лауреат премії «Греммі», відомий своїм синглом № 1 Me and Mrs. Jones 1972 року, а також альбомом 1973 року та синглом «War of the Gods», в якому поєднані традиційний поп, соул та фанк з електронними та психоделічними впливами.
Він був одним із багатьох артистів, пов'язаних із філадельфійським соул-звучанням, створеним Кенні Гемблом, Леоном Хаффом і Томом Беллом. Пола впізнавали за його різноманітним вокальним стилем, який варіювався від ніжного та проникливого до низького та хрипкого. Questlove of the Roots прирівняли Пола до Марвіна Гея та Стіві Вандера, назвавши його «одним зі злочинно незгаданих власників соціально свідомої музики громадянських прав після революції 60-х».

## Біографія
Народився та виріс у Північній Філадельфії. Пол розпочав свою музичну кар'єру, коли йому було одинадцять, виступаючи на місцевих радіошоу. Він відвідував музичну школу в Західній Філадельфії для вивчення вокалу. Він змінив свій стиль співу з рок-музики на соул-балади; почав гастролювати разом із такими виконавцями, як Чарлі Паркер, Діна Вашингтон, Ніна Сімон, Майлз Девіс, The Impressions, Семмі Девіс-молодший та Роберта Флек.
Він випустив свій дебютний запис «Why Am I» для Jubilee Records, незадовго до служби в армії. Після відходу зі служби разом з продюсерами Кеннетом Гемблом і Леоном Хаффом випустив свій перший альбом Feelin 'Good at the Cadillac Club на лейблі Gamble. Наступним був альбом Ebony Woman, створений у незмінному складі, але офіційно випущений на ринок лейблом Neptune.

## Дискографія

### Альбоми
| 1968                                                                            | Feelin' Good at the Cadillac Club | Gamble SG 5002                                                    | —   | —  |
| 1970                                                                            | Ebony Woman                       | Neptune NLPS 201                                                  | 183 | 12 |
| 1971                                                                            | Going East                        | Philadelphia International KZ 30580                               | 197 | 42 |
| 1972                                                                            | 360 Degrees of Billy Paul         | Philadelphia International KZ 31793                               | 17  | 1  |
| 1973                                                                            | Ebony Woman                       | Philadelphia International KZ 32118 (reissue of Neptune NLPS 202) | 186 | 43 |
| 1973                                                                            | Feelin' Good at the Cadillac Club | Philadelphia International KZ 32119 (reissue of Gamble SG 5002)   | —   | —  |
| 1973                                                                            | War of the Gods                   | Philadelphia International KZ 32409                               | 110 | 12 |
| 1974                                                                            | Live in Europe                    | Philadelphia International KZ 32952                               | 187 | 10 |
| 1975                                                                            | Got My Head on Straight           | Philadelphia International KZ 33157                               | 140 | 20 |
| 1975                                                                            | When Love is New                  | Philadelphia International KZ 33843                               | 139 | 17 |
| 1976                                                                            | Let 'Em In                        | Philadelphia International KZ 34389                               | 88  | 27 |
| 1977                                                                            | Only the Strong Survive           | Philadelphia International KZ 34923                               | 152 | 36 |
| 1979                                                                            | First Class                       | Philadelphia International KZ 35756                               | —   | —  |
| 1980                                                                            | Best of Billy Paul                | Philadelphia International Z 2-36314                              | 205 | —  |
| 1985                                                                            | Lately                            | Total Experience TEL8-5711                                        | —   | —  |
| 1988                                                                            | Wide Open                         | Ichiban ICH 1025                                                  | —   | 61 |
| «—» denotes releases that did not chart or were not released in that territory. |                                   |                                                                   |     |    |

### Сингли
| Ріе                                                                             | Лейбл                           | Сингл (A-сторона / B-сторона)                                | Пікові позиції в чарті | Пікові позиції в чарті | Пікові позиції в чарті | Пікові позиції в чарті | Certifications |
| Ріе                                                                             | Лейбл                           | Сингл (A-сторона / B-сторона)                                | US                     | US R&B                 | AUS                    | UK                     | Certifications |
| ------------------------------------------------------------------------------- | ------------------------------- | ------------------------------------------------------------ | ---------------------- | ---------------------- | ---------------------- | ---------------------- | -------------- |
| 1952                                                                            | Jubilee 5081                    | «Why Am I» / «That's Why I Dream»                            | —                      | —                      | —                      | —                      |                |
| 1952                                                                            | Jubilee 5086                    | «You Didn't Know» / «The Stars Are Mine»                     | —                      | —                      | —                      | —                      |                |
| 1959                                                                            | New Dawn 1001                   | «Ebony Woman» / «You'll Go to Hell»                          | —                      | —                      | —                      | —                      |                |
| 1960                                                                            | Finch 1005                      | «There's a Small Hotel» / «I'm Always a Brother»             | —                      | —                      | —                      | —                      |                |
| 1969                                                                            | Gamble 232                      | «Bluesette» / «Somewhere»                                    | —                      | —                      | —                      | —                      |                |
| 1970                                                                            | Neptune 30                      | «Let's Fall in Love All Over» / «Mrs. Robinson»              | —                      | —                      | —                      | —                      |                |
| 1971                                                                            | Philadelphia International 3509 | «Magic Carpet Ride» / «Love Buddies»                         | —                      | —                      | —                      | —                      |                |
| 1972                                                                            | Epic 1313                       | «Brown Baby» / «It's Too Late» (UK only)                     | —                      | —                      | —                      | —                      |                |
| 1972                                                                            | Philadelphia International 3515 | «This Is Your Life» / «I Wish It Were Yesterday»             | —                      | —                      | —                      | —                      |                |
| 1972                                                                            | Philadelphia International 3521 | «Me and Mrs. Jones» / «Your Song»                            | 1                      | 1                      | 9                      | 12                     | - BPI: Silver  |
| 1973                                                                            | Philadelphia International 3526 | «Am I Black Enough for You?» / «I'm Gonna Make It This Time» | 79                     | 29                     | —                      | —                      |                |
| 1973                                                                            | Philadelphia International 3538 | «Thanks for Saving My Life» / «I Was Married»                | 37                     | 9                      | —                      | 33                     |                |
| 1974                                                                            | Philadelphia International 3551 | «Be Truthful to Me» / «I Wish It Were Yesterday»             | —                      | 37                     | —                      | —                      |                |
| 1974                                                                            | Philadelphia International 2225 | «The Whole Town's Talking» / «I Was Married» (UK only)       | —                      | —                      | —                      | —                      |                |
| 1975                                                                            | Philadelphia International 3563 | «Billy's Back Home» / «I've Got So Much to Live For»         | —                      | 52                     | —                      | —                      |                |
| 1975                                                                            | Philadelphia International 3572 | «July July July July» / «When It's Your Time to Go»          | —                      | —                      | —                      | —                      |                |
| 1976                                                                            | Philadelphia International 3584 | «Let's Make a Baby» / My Head's on Straight"                 | 83                     | 18                     | —                      | 30                     |                |
| 1976                                                                            | Philadelphia International 3593 | «People Power» / «I Want Cha Baby»                           | —                      | 82                     | —                      | —                      |                |
| 1977                                                                            | Philadelphia International 3613 | «How Good Is Your Game» / «I Think I'll Stay Home Today»     | —                      | 50                     | —                      | —                      |                |
| 1977                                                                            | Philadelphia International 3621 | «Let 'Em In» / «We All Got a Mission»                        | —                      | 91                     | —                      | 26                     |                |
| 1977                                                                            | Philadelphia International 3630 | «I Trust You» / «Love Won't Come Easy»                       | —                      | 79                     | —                      | —                      |                |
| 1977                                                                            | Philadelphia International 5038 | «Without You» / «Word Sure Gets Around» (Italy only)         | —                      | —                      | —                      | —                      |                |
| 1977                                                                            | Philadelphia International 5391 | «Your Song» / «How Good Is Your Game» (UK only)              | —                      | —                      | —                      | 37                     |                |
| 1977                                                                            | Philadelphia International 3635 | «Only the Strong Survive» / «Where I Belong»                 | —                      | 68                     | —                      | 33                     |                |
| 1977                                                                            | Philadelphia International 3636 | «Let's Clean Up the Ghetto» / «Let's Clean Up the Ghetto»    | 91                     | 4                      | —                      | —                      |                |
| 1978                                                                            | Philadelphia International 3639 | «Sooner or Later» / «Everybody's Breaking Up»                | —                      | —                      | —                      | —                      |                |
| 1978                                                                            | Philadelphia International 5983 | «Everybody's Breaking Up» / «One Man's Junk» (UK only)       | —                      | —                      | —                      | —                      |                |
| 1978                                                                            | Philadelphia International 3645 | «Don't Give Up on Us» / «One Man's Junk»                     | —                      | —                      | —                      | —                      |                |
| 1979                                                                            | Philadelphia International 3676 | «Bring the Family Back» / «It's Critical»                    | —                      | 90                     | —                      | 51                     |                |
| 1979                                                                            | Philadelphia International 3699 | «False Faces» / «I Gotta Put This Life Down»                 | —                      | —                      | —                      | —                      |                |
| 1980                                                                            | Philadelphia International 3736 | «You're My Sweetness» / «Me and Mrs. Jones»                  | —                      | 69                     | —                      | —                      |                |
| 1980                                                                            | Philadelphia International 3737 | «Jesus Boy (You Only Look Like a Man)» / «Love Buddies»      | —                      | —                      | —                      | —                      |                |
| 1985                                                                            | Total Experience 49899          | «Lately» / «I Search No More» (UK only)                      | —                      | —                      | —                      | —                      |                |
| 1985                                                                            | Total Experience 49934          | «Sexual Therapy» / «I Only Have Eyes for You» (UK only)      | —                      | —                      | —                      | 80                     |                |
| 1988                                                                            | Ichiban 88–141                  | «We Could Have Been» / «I'd Rather Be Alone»                 | —                      | —                      | —                      | —                      |                |
| 1988                                                                            | Ichiban 88–150                  | «I Just Love You So Much» / «This May Be Love»               | —                      | —                      | —                      | —                      |                |
| 2011                                                                            |                                 | «Me and Mrs. Jones»                                          | —                      | —                      | —                      | 177                    |                |
| «—» denotes releases that did not chart or were not released in that territory. |                                 |                                                              |                        |                        |                        |                        |                |